# Aa weddelliana
Aa weddelliana är en orkidéart som först beskrevs av Heinrich Gustav Reichenbach, och fick sitt nu gällande namn av Rudolf Schlechter. Aa weddelliana ingår i släktet Aa och familjen orkidéer. Inga underarter finns listade i Catalogue of Life.